# Тренер збірних року в світі за версією IFFHS
Тренер збірних року в світі (футбол) — опитування, яке з 1996-го проводить Міжнародна федерація футбольної історії та статистики (МФФІС, IFFHS). Визначається найкращий футбольний наставник, який працює зі збірними; клубні тренери не беруться до уваги.

## Лауреати
| Рік  | Тренер                   | Збірна     |
| ---- | ------------------------ | ---------- |
| 1996 | Берті Фогтс              | Німеччина  |
| 1997 | Маріо Загалло            | Бразилія   |
| 1998 | Еме Жаке                 | Франція    |
| 1999 | Вандерлей Лушембурго     | Бразилія   |
| 2000 | Роже Лемер               | Франція    |
| 2001 | Марсело Б'єлса           | Аргентина  |
| 2002 | Луїс Феліпе Сколарі      | Бразилія   |
| 2003 | Жак Сантіні              | Франція    |
| 2004 | Отто Рехагель            | Греція     |
| 2005 | Карлос Альберто Паррейра | Бразилія   |
| 2006 | Марчелло Ліппі           | Італія     |
| 2007 | Дунга                    | Бразилія   |
| 2008 | Луїс Арагонес            | Іспанія    |
| 2009 | Вісенте Дель Боске       | Іспанія    |
| 2010 | Вісенте Дель Боске       | Іспанія    |
| 2011 | Оскар Табарес            | Уругвай    |
| 2012 | Вісенте Дель Боске       | Іспанія    |
| 2013 | Вісенте Дель Боске       | Іспанія    |
| 2014 | Йоахім Лев               | Німеччина  |
| 2015 | Хорхе Сампаолі           | Чилі       |
| 2016 | Фернанду Сантуш          | Португалія |
| 2017 | Йоахім Лев               | Німеччина  |
| 2018 | Дідьє Дешам              | Франція    |
| 2019 | Фернанду Сантуш          | Португалія |
| 2020 | Дідьє Дешам              | Франція    |